# 聚锥水东哥
聚锥水东哥（学名：Saurauia thyrsiflora）为猕猴桃科水东哥属下的一个种。

## 扩展阅读
- 維基物種上的相關：聚锥水东哥